# Numburg
Numburg ist eine abgegangene Spornburg auf 250 m ü. NN etwa zwei Kilometer nördlich von Badra auf dem Schlossberg am Kyffhäuser in unmittelbarer Nähe zur Talsperre Kelbra.

## Lage
Nördlich von Badra, einem Ort am Westrand des Kyffhäusers, befindet sich die Badraer Schweiz, ein Natur- und Landschaftsschutzgebiet mit zahlreichen kleinen Kuppen und Anhöhen. Im nordöstlichen Bereich ragt ein spornartiger Teil – der Schloßberg nach Nordwesten in Richtung des heute mit einem Stausee gefluteten Vorland auf. Die Ruine einer hier ebenfalls mittelalterlichen Peter- und Paul-Kapelle befinden sich im Burggelände. Am Ufer des Stausees befindet sich das Gut Numburgk, es ging aus einem Klostergut hervor. In der Nähe befindet sich auch die Numburghöhle, sie ist die größte bekannte Höhle im Kyffhäusergebirge, jetzt aber unzugänglich, weil dauerhaft geflutet.

## Geschichte
Die Numburg hatte neben ihrer Schutzfunktion für einige Siedlungen im Nahbereich auch die Kontrolle einer hier aus der Goldenen Aue nach Süden führenden Altstraße zu leisten. Im Jahr 1116 wurde die Numburg erstmals erwähnt. Sie gehörte damals zum Besitz von Heinrich Haupt, einem Vasallen Kaiser Heinrich V. 1208 kaufte das Kloster Walkenried Land in der Umgebung der Numburg, bald darauf ist sie Klostergut. 
Nach dem Bauernkrieg kaufte Wilhelm von Reifenstein, ein Schwager Martin Luthers, die Numburg. Nach mehreren Besitzwechseln geht die Numburg an die Schwarzburg-Sonderhäuser, die daraus eine fürstliche Domäne machen und diese verpachten.
Nach dem Zweiten Weltkrieg erhalten Heimatvertriebene durch die Bodenreform Land zum bewirtschaften. 1950 wird der Weiler Numburg als Ortsteil an Badra angegliedert, 1953 wird die erste LPG gegründet.
Der Bergfried hatte eine Fläche von fünf mal fünf Meter.